# Angerville-la-Martel
Angerville-la-Martel is een gemeente in het Franse departement Seine-Maritime in de regio Normandië. De gemeente telt 672 inwoners (1999). De plaats maakt deel uit van het arrondissement Le Havre.

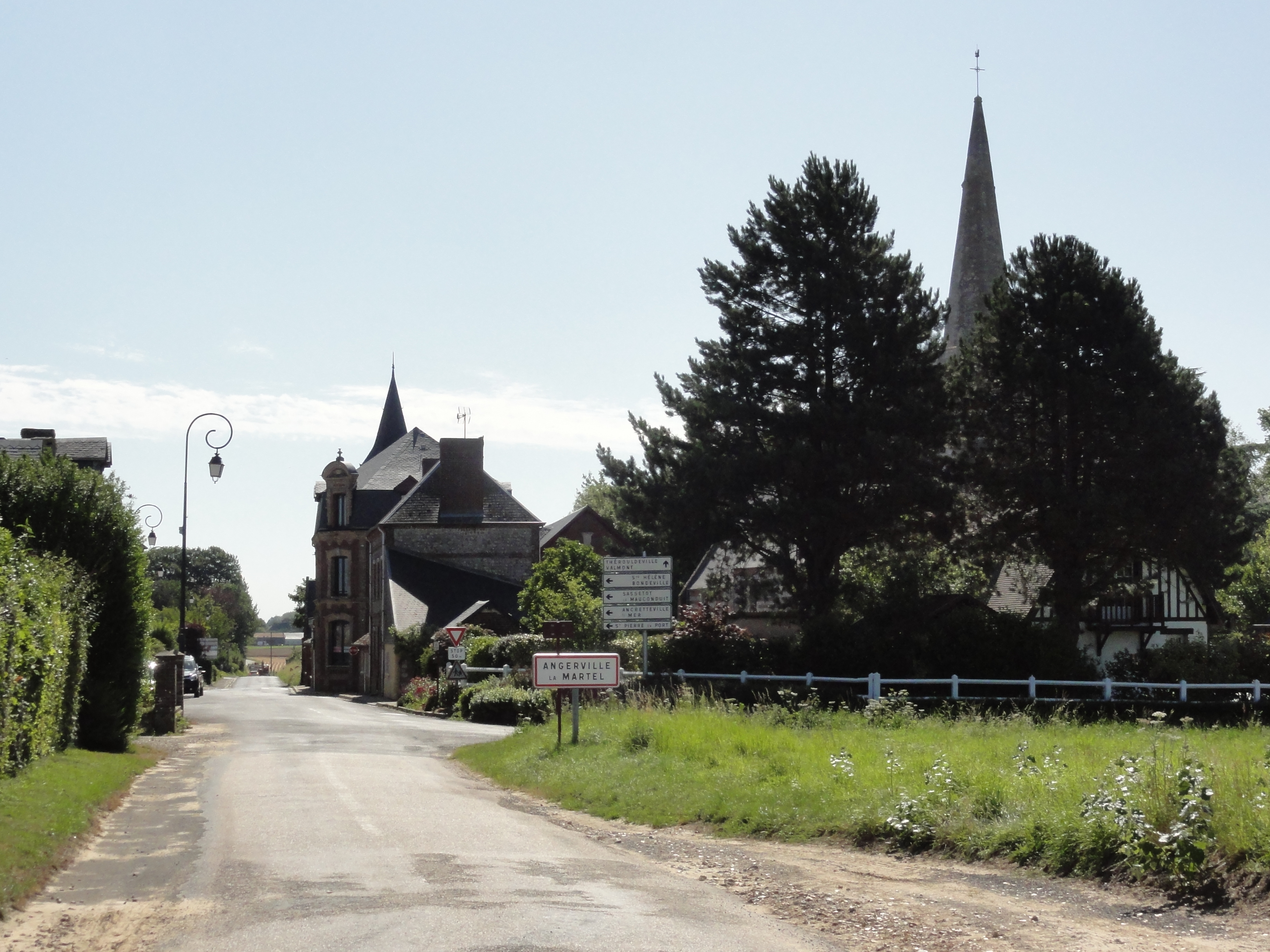
Dorpscentrum

## Geschiedenis
Oude vermeldingen van de plaatsnaam gaan terug tot de 12de en 13de eeuw als Angeriville en Angervilla. Op de 18de-eeuwse Cassinikaart is het dorp Angerville la Martel aangeduid.

## Geografie
De oppervlakte van Angerville-la-Martel bedraagt 10,1 km², de bevolkingsdichtheid is 66,5 inwoners per km².
In de gemeente liggen een aantal gehuchten die elk ongeveer even groot zijn als het dorpscentrum ("Le Bourg"), namelijk Miquetot, Ypreville, Limerville, Daubeuf en Rue d'Angerville.
De onderstaande kaart toont de ligging van Angerville-la-Martel met de belangrijkste infrastructuur en aangrenzende gemeenten.

## Bezienswaardigheden

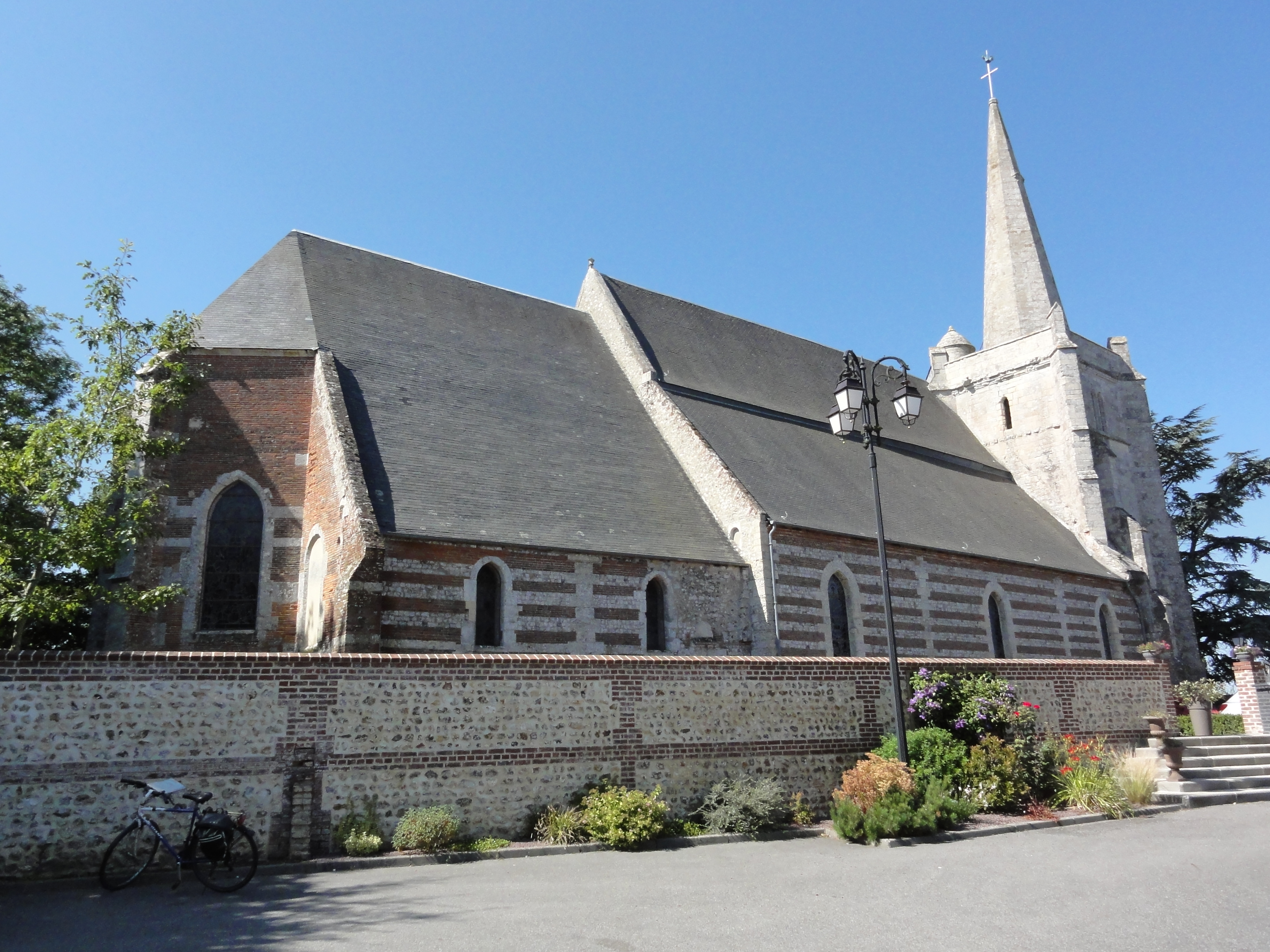
Église Saint-Martin

- De Église Saint-Martin

## Demografie
Onderstaande figuur toont het verloop van het inwonertal (bron: INSEE-tellingen).